# Água Comprida
Água Comprida es un municipio brasilero del estado de Minas Gerais, en la microrregión de Uberaba. Su población estimada en 2004 era de 2238 habitantes. El área es de 491,0 km² y la densidad demográfica, 4,56 hab/km².
Es conocida como la Ciudad Baiana de Minas,por el famoso Carnaval que la ciudad ofrecee al público local y regional.
Sus municipios limítrofes son Uberaba al norte y este, Miguelópolis (SP) al sur y Concepción de las Alagoas al oeste.